# Conseil militaire de Manbij
Le Conseil militaire de Manbij  (arabe : مجلس منبج العسكري) est une alliance de groupes armés affiliés aux Forces démocratiques syriennes, fondée en 2016 et active dans la ville de Manbij, lors de la guerre civile syrienne.

## Composition
Le Conseil militaire de Manbij est fondé le 2 avril 2016 par les Forces démocratiques syriennes, au barrage de Tichrine, peu avant le début de la bataille de Manbij, livrée contre l'État islamique,. Le Conseil militaire rassemblent différents groupes et des combattants issus de toutes les communautés de la région : des Arabes, des Kurdes, des Turkmènes, ou encore des Adyguéens.
À sa fondation, le Conseil militaire de Manbij rassemble six groupes et la grande majorité de ses combattants sont Arabes ou Turkmènes. Parmi les principaux groupes du Conseil militaire figurent :
- Les Bataillons Chams al-Chamal, également intégrés à Jaych al-Thuwar, composés principalement d'Arabes et de Turkmènes et affiliés à l'Armée syrienne libre[3],[2] ;
- Le Liwa al-Salajaka, composé principalement de Turkmènes[2] ;
- Le Bataillon des Révolutionnaires de Manbij[2] ;
- Le Liwa Jound al-Haramaïn, composé principalement d'Arabes et affilié à l'Armée syrienne libre, il rallie ensuite les Bataillons Chams al-Chamal[3],[4] ;
- Le Bataillon des martyrs de l'Euphrate, composé principalement d'Arabes[3] ;
- Le Liwa Tahrir al-Furat, fondé en octobre 2016[3] ;

## Commandement
Abou Layla, le premier chef du Conseil militaire de Manbij et également le chef des Bataillons Chams al-Chamal, est mortellement blessé en juin 2016 lors de la bataille de Manbij. Le commandant en second des Bataillons Chams al-Chamal, Adnane Abou Amjad, lui succède alors,,. Cependant, Adnane Abou Amjad est tué au combat le 26 août 2017, lors de la bataille de Raqqa,. Abou Adel devient ensuite le nouveau chef du Conseil militaire,. Son commandant adjoint est Cheikh Ibrahim Binaoui et le porte-parole est Sharfan Darwish.

## Actions
En fondant le Conseil militaire de Manbij, les Forces démocratiques syriennes tiennent à former une force locale pour prendre Manbij à l'État islamique, cependant le Conseil militaire de Manbij reste étroitement sous l'influence des YPG et du PKK.
Après la bataille de Manbij, le Conseil militaire de Manbij se charge d'administrer la ville. Il envoie aussi 200 de ses combattants prendre part à la bataille de Tabqa, puis il participe à la bataille de Raqqa.